# Valmy (metropolitana di Lione)
Valmy è una stazione della linea D della metropolitana di Lione.
È situata nel IX arrondissement di Lione, sotto place Valmy.

## Storia
La stazione fu aperta al traffico il 2 maggio 1978, quando fu attivato il segmento della linea D compreso tra le stazioni di Gorge de Loup e Gare de Vaise.

## Interscambi
Nelle vicinanze della stazione effettuano fermata diverse linee di tram, autobus urbani ed interurbani.
- Fermata autobus

## Servizi
La stazione dispone di:
- Accessibilità per portatori di handicap
- Ascensori
- Scale mobili